# Derek Riggs
Derek Riggs (nacido el 13 de febrero de 1958 en Portsmouth, Inglaterra) es un artista británico conocido por ser el creador artístico de Eddie the Head (Eddie), la mascota de la banda de heavy metal Iron Maiden. También trabajó con la agrupación de heavy metal alemana Gamma Ray.

## Biografía
Su salto a la fama fue gracias a Eddie, la mascota de Iron Maiden. El personaje original en el que está basado, Electric Matthew, era un dibujo que había hecho Riggs para simbolizar el movimiento punk de los primeros años de la década de 1980 en el Reino Unido. La dirección de Iron Maiden se encontró con la pintada y se dio cuenta de que tenía algo especial y le propusieron rehacerlo con algo más de pelo añadido. El trabajo fue añadido en la portada del álbum Iron Maiden publicado en 1980. Su último trabajo para Iron Maiden fue en la portada del álbum Somewhere Back in Time en el año 2008. También ha trabajado para la carrera como solista de Bruce Dickinson, el vocalista de Iron Maiden, en el álbum Accident of Birth. Igualmente trabajó con Stratovarius en la carátula del álbum Infinite, y para la banda española Valhalla en la carátula de su segundo álbum "Once Upon A Time". También trabajó para The Iron Maidens, banda femenina tributo a Iron Maiden, en la carátula del disco World's Only Female Tribute to Iron Maiden. En el año 2003 creó a Cuauhtemoc, la versión latinoamericana de Eddie para el álbum Cuauhtemoc de la banda de heavy metal Gillman, procediente de Venezuela.